# Przybysław (powiat złotowski)
Przybysław – osada w Polsce położona w województwie wielkopolskim, w powiecie złotowskim, w gminie Okonek przy trasie linii kolejowej Szczecinek-Jastrowie-Piła.
W latach 1975–1998 miejscowość administracyjnie należała do województwa pilskiego.